# Маточник (род растений)
Маточник (лат. Ostericum) — род цветковых растений, принадлежащих к семейству зонтичных (Apiaceae). 
Его родной ареал — умеренная Евразия. 
Виды: 
- Ostericum atropurpureum G.Y.Li, G.H.Xia & W.Y.Xie
- Ostericum citriodorum (Hance) R.H.Shan & C.Q.Yuan
- Ostericum florenti (Franch. & Sav. ex Maxim.) Kitag.
- Ostericum grosseserratum (Maxim.) Kitag.
- Ostericum huadongense Z.H.Pan & X.H.Li
- Ostericum longipedicellatum (H.Wolff) Pimenov & Kljuykov
- Ostericum maximowiczii (F.Schmidt) Kitag. — Маточник Максимовича
- Ostericum palustre (Besser) Besser — Маточник болотный
- Ostericum scaberulum (Franch.) R.H.Shan & C.Q.Yuan
- Ostericum sieboldii (Miq.) Nakai — Маточник Зибольда
- Ostericum tenuifolium (Pall. ex Schult.) Y.C.Chu — Маточник тонколистный
- Ostericum viridiflorum (Turcz.) Kitag. — Маточник зеленоцветковый[3]